# Catharosia claripennis
Catharosia claripennis är en tvåvingeart som beskrevs av Kugler 1977. Catharosia claripennis ingår i släktet Catharosia och familjen parasitflugor. Inga underarter finns listade i Catalogue of Life.